# Sssssss
Sssssss (släppt som Ssssnake i Storbritannien och i Japan) är en amerikansk skräckfilm från 1973 med Dirk Benedict, Heather Menzies, Reb Brown och Strother Martin i huvudrollerna. Filmen regisserades av Bernard L. Kowalski och manuset skrevs av Hal Dresner och Daniel C. Striepeke.

## Skådespelare
- Strother Martin som Dr. Carl Stoner
- Dirk Benedict som David Blake
- Heather Menzies som Kristina Stoner
- Richard B. Shull som Dr. Ken Daniels
- Tim O'Connor som Kogen
- Jack Ging som Sheriff Dale Hardison
- Kathleen King som Kitty Stewart
- Reb Brown som Steve Randall
- Ted Grossman som Deputy Morgan Bock
- Charles Seel som Old man
- Ray Ballard som Waggish Tourist